# 麥芷誼
麥芷誼（英語：Koyi Mak Tsz Yi，1991年11月16日—），原名黃慧怡，為香港演員及模特兒，其亦曾為電影同時擔任幕後工作人員及客串當中一角 。她最為人熟知的角色有香港電台青春電視劇《DiY2K》中所飾演的「爆樽」及電影《同班同學》中所飾演的蘇可怡。

## 背景及入行經過
麥芷誼於香港出生，為家中長女，有一名胞弟。她曾就讀妙法寺劉金龍中學，在2012年大學時期於香港理工大學應用科學及紡織學院紡織及製衣系就讀時裝設計。
麥芷誼的首次演藝演出為香港電台電視連續劇《DiY2K》(2012-2013)。
《DIY2K》為香港電台的青春偶像劇「Y2K」系列的最後一輯，不少香港藝人初出道時也曾參與此系列的拍攝（如蔡卓妍、余文樂、方力申、唐詩詠等）。
在她就讀理工大學時裝設計第2年期間，香港電台正為此節目的主角舉行公開招募活動，她在朋友的鼓勵下報名，成功通過首輪及次輪面試，並且入圍於「DIY2K主角選拔節目」《Y2K不日放映》的真人騷節目「追夢型人」的單元中參選，最後被挑選成為《DIY2K》中的五位主角之一：性格大情大性，熱愛時裝設計的追夢少女「爆樽」（廣東哩語：意指破瓶）。（另外的主角包括有談善言、胡卓希、李任燊、方家進）。
完成《DIY2K》一共13集的拍攝工作後，她繼續完成其大學課程並於2013年畢業。之後開始以兼職模特兒身份參與更多電視和平面廣告。

## 《同班同學》
在2015年6月，麥芷誼以報名形式，透過公開選拔，被選中參演香港電影《同班同學》。
此電影由太陽娛樂文化有限公司及天下一電影製作有限公司出品、巴福斯影業有限公司發行、知名香港導演彭浩翔監製，以及《春嬌與志明》、《撒嬌女人最好命》編劇首次執導，麥芷誼所飾演的是學校裡的大姐頭、性格爽直的援交少女蘇可怡（廖子妤及郭奕芯同為此電影的女主角），而戲中三名女主角均需全裸演出。
2015年10月，電影《同班同學》入圍《第28屆東京國際電影節》，為「亞洲未來組別」競賽單元影片作品之一，並在此電影節中舉行世界首映。
除此之外，電影亦同時得到其他國際影展的認可：
- 「台北金馬影展奈派克(NETPAC)單元競賽作品」
- 「東京國際電影節亞洲未來組別競賽單元作品」
- 「斯德哥爾摩電影節主競賽單元作品」
- 「波蘭華沙五味影展新亞洲電影單元競賽作品」
- 「香港亞洲電影投資會HAF獎」
- 「香港亞洲電影投資會愛奇藝選擇獎」等。

2015年10月25日，電影於香港舉行首映禮，多位參演演員及知名演藝人（如溫碧霞、余文樂、邵音音、王宗堯、張建聲、蔡潔等）等均有出席。
2015年10月29日，電影於香港上映。
她在2015年11月，接受東網訪問，提及受邀參與《同班同學》選角選拔時，曾誤以為是騙案事件。
2016年3月，她接受東網個人專訪也曾提及有關全裸拍攝電影一事，幸而獲母親體諒。

## 演出
電影
- 2015年：《同班同學》 飾 蘇可怡
- 2017年：《春嬌救志明》（客串）飾 可兒好友
- 2018年：《女皇撞到正》（客串）飾 琳琳
- 2020年：《我的筍盤男友》（客串）飾 富家女
- 2020年：《Baby復仇記》飾 Cat
- 2020年：《人妖阿發 痴人三部曲 1/3》飾 Miu Miu
- 2020年：《阿索的故事》
- 2021年：《梅艷芳》
- 2023年：《年少日記》飾 Miss Leung
- 2023年：《金手指》

電視劇（香港電台）
- 2012年：《DiY2K》 飾 爆樽
- 2016年：《女人多自在5》（單元：距離․幸福）飾 港女好友
- 2017年：《彩虹交滙處》（單元：出走記） 飾 Joe
- 2018年：《沒有牆的世界6》（單元：小念頭）飾 Joey
- 2018年：《手語隨想曲6》（單元：沒有人是孤島）飾 Joey

電視劇（ViuTV）
- 2019年：《理想國》（單元：愛的替身）飾 莎莎
- 2020年：《黑市》（單元：斷片）飾 蔡恩真Vivi
- 2021年：《太平紋身店》飾 Lady

## 廣告
- 2016年：娛藝

## 主持
- 2016年：《玩謝麥KO芷YI》

## 嘉賓
- 2016年：《AV 乜乜乜》
- 2017年：《GM騷》

## MV拍攝經驗
- 2016年：《Myar - 同窗會》
- 2016年：《張匡佑 - 不經不覺》
- 2017年：《連詩雅 - 不意外的意外》
- 2017年：《羅啟聰 - 小學雞不應談戀愛》

## 外部連結
- 麥芷誼的新浪微博
- 麥芷誼的Facebook專頁
- 麥芷誼的Instagram帳戶
- 麥芷誼在香港影庫上的簡介